# 유학 (불교)
유학(有學, śaiksa, 팔리어: sekha, 영어: stage of learning, still engaged in spiritual training), 학인(學人) 또는 유학성인(有學聖人, 영어: sages still in the stage of discipline)은 무학(無學)에 상대되는 말로서, 견도 · 수도 · 무학도의 3도 중 견도와 수도의 위계에 있는 성자들, 즉, 무학위에 도달하기 위해서는 즉 열반을 증득하기 위해서는 아직 더 배워야 할[學] 것이 있는[有], 달리 말해,  아직 더 수행해야 할 도법(道法)이 남아 있는 성자들을 말한다.
'유학'(有學) 또는 '학인'(學人)을 번역하여 배울 것 있는 이, 배울 것이 있는 이, 배울 것이 남아 있는 이 또는 배우는 이라고도 하며 이에 상대하여 무학을  배울 것 없는 이 또는 배울 것이 남아 있지 않은 이라고도 한다.
학(學) 즉 배움이란 일반적인 학문을 뜻하는 것이 아니다. 출세간의 성취를 배운다는 것으로, 보다 구체적으로는 계(戒) · 정(定) · 혜(慧)의 3가지 공덕 또는 선한 역량을 배워 번뇌의 단멸[擇滅]을 성취하는 것을 뜻한다. 그리고 이 셋을 통칭하여 3학이라 한다. 그리고 3학, 즉, '번뇌를 끊기 위해 필수적인 3가지 수단 또는 방법'을 공부하고 행하는 이를 불교도라고 하며, 3학의 공덕이 청정한 이, 특히,  번뇌를 끊는 힘을 가진 무루지를 일부라도 성취한 이, 즉, 4향4과의 성자들을 승(僧) 즉 승려(스님)라고 한다.
4향4과의 성자들 중 마지막의 아라한과의 성자들을 제외한 예류향 · 예류과 · 일래향 · 일래과 · 불환향 · 불환과 · 아라한향의 성자들이 유학이며, 아라한과의 성자들이 무학이다. 아라한과를 제외한 4향3과의 성자들은 아직 끊지 못한 번뇌가 있으므로 닦아야 할 무루(無漏)의 계(戒) · 정(定) · 혜(慧)와 택멸(擇滅)의 이치가 있기 때문에 유학이라 한다. 달리 말해, 유학 또는 학인은 무루지를 부분적으로 성취한 성자를 말한다.

## 같이 보기
- 성자 (불교)
- 18유학(十八有學)
- 7성(七聖)
- 6종아라한(六種阿羅漢)
- 7종아라한(七種阿羅漢)
- 9무학(九無學)